# 小川和也 (実業家)
小川 和也（おがわ かずや、1971年7月24日 -  ）は、日本の実業家、コラムニスト。元西武文理大学特命教授。

## 来歴・人物
埼玉県出身。1995年、慶應義塾大学法学部政治学科卒業。損害保険会社勤務を経て、2004年からテクノロジーを基軸とした起業家として活動。2014年11月にグランドデザイン株式会社を創業し代表取締役社長に就任した。一方、フューチャリストとしてデジタルと人類の未来のあり方を提言しており、東京芸術大学非常勤講師、西武文理大学特命教授などを務めた。
2017年4月からJ-WAVE『FUTURISM』ナビゲーターとしても活動している。

## 著書

### 単著
- 『55歳からのフェイスブック入門』（海竜社,2012年）
- 『デジタルは人間を奪うのか』（講談社現代新書,2014年）

### 共著
- 『ソーシャルメディアマーケティング』（ソフトバンククリエイティブ,2010年）
- 『ソーシャルメディア維新』（マイナビ出版,2010年）
- 『Facebookマーケティング』（ソフトバンククリエイティブ,2011年）
- 『ソーシャルブランディング』（インプレス,2011年）

### 連載
- 月刊ソトコト『テクノロジーは、人間をどこへつれていくのか』
- 講談社現代ビジネス『小川和也のデジタルドリブン』
- 日本経済新聞カレッジカフェ『デジタル社会の光と影』
- 朝日新聞社『WEBRONZA』
- JBpress『ソーシャル化する社会が世界を大きく変え始めた』
- ダイヤモンド・オンライン『なぜ「つながる」ほどに「疲れ」を感じるのか?』